# 29.º Prêmio Angelo Agostini
O 29.º Prêmio Angelo Agostini (também chamado Troféu Angelo Agostini) foi um evento organizado pela Associação dos Quadrinhistas e Caricaturistas do Estado de São Paulo (ACQ-ESP) com o propósito de premiar os melhores lançamentos brasileiros de quadrinhos de 2012 em diferentes categorias.

## História
Nesta edição, a comissão organizadora do Prêmio Angelo Agostini alterou a forma de envio dos votos, que passaram a ser feitos diretamente no blog oficial da AQC-ESP (até a edição anterior, as cédulas de votação eram enviadas por correio ou e-mail). A lista de publicações do ano também passou a ser publicada diretamente no blog. O principal reflexo desta mudança foi no número de votos: 14.937 (dos quais, cerca de 12.000 considerados válidos pela comissão eleitoral), contra um total que dificilmente passava de 500 nas edições anteriores.
A cerimônia de entrega dos troféus foi realizada na Biblioteca Latino-Americana Victor Civita, que fica no Memorial da América Latina. Antes, houve uma mesa redonda chamada "Os Quadrinhos dos Trapalhões no Estúdio Ely Barbosa", com a participação dos quadrinistas Otávio Barbosa, Eduardo Vetillo, Bira Dantas, Alexandre Silva e Aparecido Norberto, todos ex-funcionários da editora Bloch, que publicou os gibis do grupo de humor entre 1976 e 1987. Em paralelo, também foi realizada uma exposição com o mesmo tema. Foi feita ainda uma homenagem aos quadrinistas falecidos em 2012: Gutemberg Monteiro, Millôr Fernandes, Edmundo Rodrigues, Al Rio e Patrícia Zacarias.

## Prêmios
| Categoria                    | Vencedores                                                 |
| ---------------------------- | ---------------------------------------------------------- |
| Mestre do Quadrinho Nacional | Jô Fevereiro                                               |
| Mestre do Quadrinho Nacional | Júlio Emílio Braz                                          |
| Mestre do Quadrinho Nacional | Marcos Maldonado                                           |
| Desenhista                   | Danilo Beyruth                                             |
| Roteirista                   | Petra Leão                                                 |
| Lançamento                   | Astronauta: Magnetar Danilo Beyruth (Panini Comics)        |
| Troféu Jayme Cortez          | Gibicon                                                    |
| Fanzine                      | Quadrante Sul Grupo Quadrante Sul                          |
| Cartunista                   | Jean Galvão                                                |
| Lançamento independente      | Last RPG Fantasy Yoshi Itice, Marcel Keiiche e Kendy Saito |